# Index Herbariorum
Index Herbariorum (łac. spis zielników) – międzynarodowy rejestr kolekcji zielnikowych spełniających kryteria naukowe (tj. zielników instytucjonalnych).
Jest to katalog, początkowo drukowany, obecnie internetowy, założony i prowadzony przez Nowojorski Ogród Botaniczny. Wydany został po raz pierwszy w 1952 roku. 
Poszczególne zielniki mają w nim oficjalny skrót nazwy (akronim), którym botanicy posługują się w badaniach naukowych. Składa się on z 1–5 liter. Poza tym Index Herbariorum zawiera pełne nazwy zielników, ich instytucji właścicielskich, adresy, a także opcjonalnie krótkie charakterystyki kolekcji i orientacyjną liczbę okazów w nich zgromadzonych.
Do końca roku 2004 skatalogowano nie mniej niż 3240 naukowych zielników na całym świecie, w tym 29 z Polski.
Niezależnie od tego oficjalnego wykazu, niektóre kraje wydają wzorowane na nim spisy własnych zielników.